# Eric Howard Roalson
Eric Howard Roalson  (n. 1969 ) es un botánico y profesor estadounidense. Ha estado trabajando en mapeo genómico y sistemática de algunos géneros de las familias Gesneriaceae, Chenopodiaceae, en la Estación Experimental Agropecuaria de la Facultad de Agricultura y Economía Doméstica, de la Universidad Estatal de Nuevo México

## Algunas publicaciones
- william e. Fox, kelly w. Allred, eric h. Roalson. 2010. A Guide to the Common Locoweeds and Milkvetches of New Mexico. Circular 557 (New Mexico State Univ. Cooperative Extensión Service). Ed. revisada de NM State Univ. Cooperative Extensión Service, College of Agr. Consumer & Environmental Sci. 48 pp.

- kelly w. Allred, eric h. Roalson. 2008. Flora Neomexicana. Ed. K.W. Allred

- eric h. Roalson. 2000. Molecular Phylogenetic Studies in Carex (Cyperaceae), with Emphasis on Carex Section Acrocystis. Ed. Claremont Graduate Univ. 232 pp.

- eric h. Roalson, kelly w. Allred. 1997. Atlas of New Mexico: Astragalus and Oxytropis. Research report 715 (New Mexico State Univ. Agr. Experiment Sta.) Ed. New Mexico State Univ. 24 pp.

- ----------------------, ----------------------. 1995. A Working Index of New Mexico Vascular Plant Names. Research report 702 (New Mexico State Univ. Agr. Experiment Sta.) Ed. New Mexico State University, 1995

N.º de páginas	254 p
- ----------------------. 1995. A Floristic Inventory of the Upper Main Diamond Creek Drainage Area. Ed. New Mexico State Univ. 372 pp.
- La abreviatura «Roalson» se emplea para indicar a Eric Howard Roalson como autoridad en la descripción y clasificación científica de los vegetales.[3]